# Злотовски, Ребекка
Ребекка Злотовски (фр. Rebecca Zlotowski; род. 21 апреля 1980, Париж) — французский кинорежиссёр и сценарист.

## Биография
После окончания лицея Бюффона, Злотовски поступает в Высшую школу Лиона в 1999 году. Получив диплом в области современной литературы, в 2003 году она поступает в престижную парижскую киношколу Ля Феми на сценарный факультет.

## Карьера
Ее первый полнометражный фильм, «Прекрасная заноза», был ее дипломной работой в Ля Феми, сценарий к которому был написан с участием ее мастера, американского режиссёра Лоджа Керригана. В январе 2011 года фильм был награждён призом Луи Деллюка за Лучший дебют. Исполнительница главной роли Леа Сейду была номинирована на кинопремию «Сезар» как Самая многообещающая актриса.
В 2013 году ее фильм «Гранд Централ» участвовал в программе «Особый взгляд» Каннского кинофестиваля.
В том же году она была членом жюри Фестиваля американского кино в Довиле с Венсаном Линдоном, Пьером Лескюром и Фамке Янссен.
В 2015 году состояла в жюри программы Cinéfondation вместе с Абдеррахманом Сиссако и Сесиль де Франс. Тогда же объявила о своем следующем проектеː фильме «Планетарий» с Натали Портман и Лили-Роуз Депп в главных ролях.

## Фильмография

### Режиссёрː
- 2010 — Belle Épine / Прекрасная заноза
- 2013 — Grand Central / Гранд Централ. Любовь на атомы
- 2016 — Planetarium / Планетарий
- 2019 — Une fille facile / Моё прекрасное лето с Софи
- 2019 — Les Sauvages / Дикари (мини–сериал)
- 2025 — Vie privée / Частная жизнь

### Сценаристː
- 2006 — Les garçons (реж. Мартен Рит) (совместно с Мартеном Ритом) (короткометражка)
- 2006 — Dans le rang (реж. Сиприэн Виаль) (короткометражка)
- 2006 — Dans l'œil (реж. Тедди Лусси-Модест)(совместно с Тедди Лусси-Модестом) (короткометражка)
- 2007 — Parcours d'obstacles (реж. Ноэми Гийо) (совместно с Ноэми Гийо) (короткометражка)
- 2008 — Aka Ana (реж. Антуан д'Агата)
- 2009 — Plan Cul (реж. Оливье Никлаус) (короткометражка)
- 2010 — Belle Épine / Прекрасная заноза (совместно с Гаэлль Масе)
- 2011 — Jimmy Rivière / Джимми Ривье (реж. Тедди Лусси-Модест) (совместно с Тедди Лусси-Модестом)
- 2013 — Les rencontres d'après minuit / Встречи после полуночи (реж. Ян Гонсалес) (совместно с Яном Гонсалесом̠)
- 2013 — Grand Central / Гранд Централ. Любовь на атомы (совместно с Гаэлль Масе и Улиссом Королитски)
- 2016 — Planetarium / Планетарий (совместно с Робеном Кампийо)
- 2025 — Vie privée / Частная жизнь (совместно с Анн Берест и Гаэлль Масе)